# 双方向反射率分布関数
双方向反射率分布関数（そうほうこうはんしゃりつぶんぷかんすう、英: bidirectional reflectance distribution function、BRDF）は、光の反射モデルのひとつ。
双方向散乱面反射率分布関数を特殊化したもので、反射表面上の点 {\displaystyle x} に方向 {\displaystyle {\vec {\omega }}_{i}} から光が入射したとき方向 {\displaystyle {\vec {\omega }}_{r}} へどれだけの光が反射されるかを表す関数である。非常に大雑把な言い方をすれば、反射率を一般化したものと言える。単位は1/srとなる。
{\displaystyle f_{r}(x,{\vec {\omega }}_{i},{\vec {\omega }}_{r})={\frac {dL_{r}(x,{\vec {\omega }}_{r})}{dE_{i}(x,{\vec {\omega }}_{i})}}}